# 谢讷河畔图维尔
谢讷河畔图维尔（法語：Tourville-sur-Sienne，法語發音：[tuʁvil syʁ sjɛn]）是法国芒什省的一个市镇，属于库唐斯区。

## 地理
谢讷河畔图维尔（49°2'46"N, 1°32'39"W）面积7.5 平方千米，位于法国诺曼底大区芒什省，该省份为法国西北部沿海省份，西、北、东北三面环大西洋，东起顺时针与卡爾瓦多斯省、奧恩省、马耶讷省和伊勒-维莱讷省接壤。
与谢讷河畔图维尔接壤的市镇（或旧市镇、城区）包括：圣马洛德拉朗德、阿贡-库坦维尔、布里克维尔-拉布卢埃特、格拉托、谢讷河畔厄格维尔。

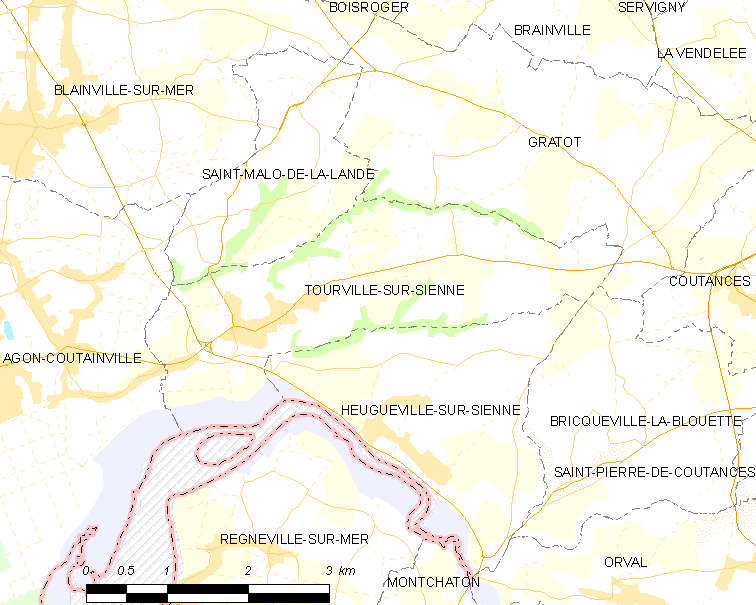
谢讷河畔图维尔的OSM定位图

谢讷河畔图维尔的时区为UTC+01:00、UTC+02:00（夏令时）。

## 行政
谢讷河畔图维尔的邮政编码为50200，INSEE市镇编码为50603。

## 政治
谢讷河畔图维尔所属的省级选区为库唐斯县。

## 人口

1962-2008年间谢讷河畔图维尔人口变化图示

谢讷河畔图维尔于2022年1月1日时的人口数量为772人。